# Брукс, Чарльз
Чарльз Брукс (1 сентября 1942, Форт-Уэрт, Техас — 7 декабря 1982, Хантсвилл, Техас) — американский убийца. Его случай стал широко известен тем, что впервые в качестве смертной казни была использована смертельная инъекция.

## Биография
Чарльз Брукс родился в богатой семье в Техасе 1 сентября 1942 года. Учился в старшей школе. Вскоре у Брукса появились криминальные эпизоды в биографии. Он отбыл наказание в тюрьме за незаконное хранение оружия.
14 декабря 1976 года Брукс пошёл в пункт продажи подержанных автомобилей и попросил провести тест-драйв его машины. Тест-драйв провёл механик Дэвид Грегори. В скором времени к Бруксу присоединился друг. Вдвоём они почему-то напали на Грегори и засунули его в багажник автомобиля. Так они поехали в мотель. В скором времени они убили Грегори. Его связали, засунули в рот кляп, и одним выстрелом убили его.
Брукс и его сообщник были арестованы. Никто из них не сказал, кто же сделал выстрел. В обмен на свидетельские показания сообщник Брукса был приговорён к 40 годам лишения свободы. Брукс был приговорён к смертной казни. Верховный суд США подтвердил приговор и отклонил прошение об отмене с разницей в голосах 6:3.
Казнь Брукса состоялась 7 декабря 1982 года в Хантсвиллской тюрьме. На казни присутствовала подруга Брукса Ванесса Сапп (англ. Vanessa Sapp). В качестве последнего заявления он произнес мусульманское исповедание веры — шахаду, так как незадолго до этого принял ислам.